# Wawrzyniec Raczyński
Wawrzyniec Bartłomiej Ignacy Antoni Raczyński (ur. zapewne 8 sierpnia 1756, zm. w 1821) – polski duchowny rzymskokatolicki, cysters, biskup pomocniczy gnieźnieński.

## Życiorys
15 kwietnia 1786 otrzymał święcenia diakonatu, a 24 czerwca 1786 prezbiteriatu i został kapłanem Zakonu Cystersów.
27 marca 1809 papież Pius VII prekonizował go biskupem pomocniczym archidiecezji gnieźnieńskiej oraz biskupem in partibus infidelium etalońskim. 20 sierpnia 1809 przyjął sakrę biskupią z rąk arcybiskupa gnieźnieńskiego Ignacego Raczyńskiego. Współkonsekratorem był biskup pomocniczy gnieźnieński Ignacy Bardziński.
W 1819 konsekrował biskupa diecezjalnego kujawsko-kaliskiego Andrzeja Wołłowicza.